# 森朗
森 朗（もり あきら、1959年9月18日 - ）は、ウェザーマップ代表取締役社長。
タレント及び気象予報士。

## 来歴・人物
東京都出身で、兵庫県西宮市育ち。兵庫県立神戸高等学校、慶應義塾大学法学部政治学科卒業。
大学在学中、杉真理、竹内まりやらが在籍していた音楽サークル、リアル・マッコイズに所属していた。
気象業界に移る前は鉄鋼メーカーに勤務していた。気象予報士を志したきっかけは趣味のサーフィンであるという。そこで海の天気に詳しくなりたいと思ったことと、不景気で何か資格をとった方がいいと考え、気象予報士の試験を受けることを決意する。
その後気象予報士の資格を取得したのちに、ウェザーマップの入社試験を受ける。その際に森田正光から東京メトロポリタンテレビジョン（TOKYO MX）の気象予報士のオーディションを薦められ受験をする。2分間のカメラテストで、20秒も時間を余らすミスをしてしまったものの見事合格。しかしこの時点で森は自身が勤めている会社に何も言っていなかったため、気象予報士の資格を取ったこと、オーディションに合格したことを伝えた上で鉄鋼メーカーを退職した。
その後は森田正光同様、TBS系を中心にテレビやラジオ番組に多数出演。近年は地球温暖化や異常気象（特に台風）の頻発に伴って、ほぼ毎日ひるおび!（TBS系）において気象解説担当として出演している。
2017年7月、創業者である森田の後任としてウェザーマップの代表取締役社長に就任した。

## 出演番組

### TBS
- JNNニュースバード（現・TBSニュースバード）（1998年4月 - 2006年3月）
- お天気クジラ（月・火曜担当、1996年6月3日 - 1999年3月26日）
- JNNニュースの森（日曜担当、1997年10月5日 - 2005年3月27日）、（森田正光欠席時の代役）
- モーニング天気（2001年4月 - 2002年3月）
- ベストタイム（2002年4月 - 2004年3月）
- JNNニュースフロント（2004年3月29日 - 2005年3月25日）
- JNNイブニング・ニュース（日曜担当、2005年4月3日 - 2009年3月29日）、（森田正光欠席時の代役）
- JNNニュース（平日昼）
  - きょう発プラス!（2005年3月28日 - 2006年9月29日）
  - ピンポン!（2006年10月2日 - 2009年3月26日） - 2008年3月までは毎日、同年4月より月～木曜担当
  - ひるおび!（2010年4月2日 - ） - 2013年3月までは月・火曜日、同年4月より木・金曜担当
    - 以上3番組においては、不定期で本編内の気象解説も担当
- THE NEWS（月～木曜昼・日曜夕方担当、2009年3月30日 - 2010年3月28日）
- みのもんたの朝ズバッ! → 朝ズバッ!（不定期で気象解説担当、2013年10月14日より「朝ズバッ!知る天」のコーナーに毎日出演）
- イブニングワイド（森田正光欠席時の代役）
- Nスタ（森田正光欠席時の代役） - 2010年7月12・13日、2011年7月4・5日、2012年7月2・3日、2012年11月12 - 16日、2013年6月24 - 28日
- 森田の新春天気!!（2005年 - 2008年・2010年、毎年1月1日に放送）

### CBC
- サタデー生ワイド そらナビ（2005年4月9日 - 2009年3月28日）
- えなりかずき!そらナビ（2009年4月3日 - 2010年9月24日）

### TOKYOMX
- ミッドナイトウェザー「お天気チェック」
- Evening Weather

### テレビ朝日
- タモリ倶楽部「気象庁の中に専門書店を発見!　この気象本がスゴい!!」（2016年9月10日）

## ドラマ
出演
- 君が教えてくれたこと（TBS、2000年）　-　森朗（「ウェザー･ワールド」社員） 役

スタッフ
- 日曜劇場「集団左遷!!」（TBS、2019年4月21日 - ） - お天気（番組クレジット表記）

## 映画
- アイス・エイジ2

## 著書
監修
- 森朗（監修）、森田正光（監修）、ウェザーマップ『気候危機がサクッとわかる本』東京書籍、2022年4月24日。ISBN 978-4-487-81572-2。 NCID BC14192451。